# کلیسای یعقوبی
کلیسای یعقوبی (Jacobite Church) اشاره به عقیده پیروان ای فرقه مسیحی دارد که در کلیسای روم شرقی در شورای کالسدون نظر آنها را رد کرد.

## از ابتدا تا به امروز
این کلیسا مدتی کوتاه پس از تأسیس، مورد آزار و اذیت امپراتوری بیزانسی قرار گرفت چرا که بیزانسی‌ها تنها کلیسای ارتدوکس رومی، را به رسمیت می‌شناختند و از این رو دیگر کلیساهای ارتدوکس و از جمله یعقوبی‌ها به شدت، مورد آزار و اذیت قرار گرفتند.
عِجل، ضُبیعه و نَمِر نیز از جمله قبایل عرب بودند که در اثر مجاورت مسیحیان بین‌النهرین به آیین مسیحیت گرویدند. این قبایل در زمره مسیحیان نسطوری قرار داشتند. در میان قبایل عرب تنها قبیله طی بود که مذهب یعقوبی را پذیرفتند. بخشی از این قبیله در سواد سکونت داشت. آنان در اختیار لخمیان قرار می‌گرفتند و در شمار سپاهیان ساسانی محسوب می‌شدند. گروهی از آنان پیرو گئورگیوس - جرجیس - اسقف یعقوبی بودند که در سال 742 م. درگذشت. دیر حنظله در عراق متعلق به این قبیله بود.
در سال 636 میلادی، مسلمانان عرب اقدام به تصرف سوریه کردند؛ واقعه‌ای که برای مسیحیان بسیار خوشایند بود چرا که آنان را از زیر یوغ ستم امپراتوری بیزانس می‌رهانید. از این رو آنها از همکاری با مسلمانان دریغ نکردند و مقدم آنان را به عنوان پیام‌آوران آزادی، گرامی داشتند.
با فتح سوریه توسط مسلمانان، تمام مسیحیان آزادی یافتند زیرا تمام فرقه‌های مسیحی از نگاه مسلمانان، اهل کتاب شمرده می‌شدند و بنابر این تحت حمایت مسلمانان قرار گرفتند.
به طور کلی، دوره سیطره مسلمانان بر سوریه برای کلیسای سریانی پر برکت و سرشار از صلح و سلامتی بود و مسیحیان این سامان، در سایه حکومت اسلامی توانستند اسقف نشین‌های خود را توسعه دهند. در همین زمان بود که پاتریارک دیونیسوس، 99 نفر را دستگذاری و تقدیس کرده و به مقام اسقفی منصوب کرد. در این دوره دیرها آباد گردید و تعداد آنها به صدها دیر رسید و کلیساها در سراسر حکومت اسلامی گسترده شد و چنانکه گوستاو لوبون به درستی می‌گوید: تاریخ قومی را مهربان‌تر از عرب‌ها به یاد ندارد.
یعقوبی‌ها در دوره عباسیان حتی این بخت را هم یافتند که در دادگاه بغداد، پست‌های کلیدی و مهمی را به دست آورند.
بر اساس گزارشهای تاریخی، آنها در قرن دوازدهم میلادی دارای دو میلیون پیرو، 20 متروپولیتن و 103 اسقف در سوریه، بین النهرین و قبرس بوده‌اند.

## افول کلیسای یعقوبی
مسائل داخلی و تفرقه در این کلیسا بین سالهای 1364 تا 1394 میلادی، پایه‌های این کلیسا را سست کرد. هجوم اقوام مغول نیز ضربه مهلک دیگری را بر آنان وارد ساخت و به زودی تعداد پیروان این کلیسا به شدت کاهش یافت.
به تدریج و در طی چند قرن، این کلیسا اهمیت خود را از دست داد تا جایی که در قرن هفدهم، تعداد اسقف نشین‌های آنها به 20 اسقف نشین تقلیل یافته بود.

## گرایش مسیحیان توماسی هند به کلیسای یعقوبی
مسیحیان توماسی در هندوستان، که خود را منتسب به توماس مقدس می‌دانند ابتدا در نتیجه تبلیغات نسطوری‌ها به این کلیسا پیوستند. سپس در سال 1599.م و در اثر نفوذ پرتغالی‌ها، مرجعیت کلیسای رم را پذیرفته و به کاتولیکها پیوستند. تقریبا 60 سال بعد، با از بین رفتن نفوذ پرتغالی‌ها در این منطقه، اکثر پیروان این کلیسا به کلیسای یعقوبی سوریه پیوستند.

## کلیسای یعقوبی در عصر حاضر
امروزه کلیسای یعقوبی، اهمیت و جایگاه خود را تا حدود زیادی از دست داده است. بر اساس آمارها، تعداد آنها در خاورمیانه در حدود 200 هزار، در اروپا و آمریکای شمالی و جنوبی در حدود 100 هزار و در جنوب هند بیش از یک میلیون نفر است.
مقر آنان پس از قرنها جابجایی و آوارگی اکنون در دمشق مستقر است که تنها دارای 23 اسقف‌نشین است. آنها در آمریکا یک اسقف‌نشین و در اروپا نیز یک اسقف‌نشین دارند.

## ویژگی‌های اعتقادی
این کلیسا که یک کلیسای ارتدوکس به شمار می‌آید در اصول عقاید تا حدود زیادی به کلیسای ارتدوکس شرقی، نزدیک است. مهمترین تفاوت عقیدتی و وجه تمایز این کلیسا از کلیسای ارتدوکس شرقی، اعتقاد آنها به اصول اعتقادی مونوفیزیت است.
شایان ذکر است که یعقوبی‌ها به برزخ معتقد نیستند. آنها برای مردگان نماز می‌گذارند و بر این اعتقادند که فرشتگان، ارواح پاک را به بهشت هدایت می‌کنند. آنها در مورد ارواح ناپاک بر این باورند که این ارواح تا روز جزا تحت سیطره شیاطین قرار دارند.

## عبادت
در این کلیسا در طول روز، چند نوبت نماز برگزار می‌شود. زبان عبادی در این کلیسا معمولا عربی است، هرچند در برخی از کلیساها همچنان از زبان سریانی استفاده می‌شود.[32]
از دیگر ویژگی‌های این کلیسا، اهتمام آنان به روزه است. یعقوبی‌ها به طور کلی، روزهای چهارشنبه و جمعه را روزه می‌گیرند.
افزون بر این، پنج نوبت روزه دیگر نیز در این کلیسا تعریف شده است که عبارتند از:
1.روزه بزرگ: این روزه 49 روز به طول می‌انجامد که به عید رستاخیز مسیح ختم می‌گردد.
2.روزه کوچک: که پیش از تولد مسیح انجام می‌گیرد و مدت آن چهل روز است.
3.روزه نینوی: که سه روز است و سه هفته پیش از ایام روزه بزرگ انجام می‌شود.
4.روزه رسولان: که زمان آن، پنجاه روز پس از جشن پنطیکاست است.
5.روزه مریم عذراء: که پانزده روز به طول می‌انجامد و از ابتدای ماه آگوست آغاز می‌شود.
مسیحیان یعقوبی موظفند در ایام روزه، از گوشت و مشتقات آن پرهیز کنند.

## ساختار کلیسایی و مقامات روحانی
پارتریاک‌ها که همواره از میان راهبان انتخاب می‌گردند،بالاترین مقامات روحانی در این کلیسا هستند.
در این کلیسا، برای هریک از پاتریارکهای مناطق مختلف، عنوانی خاص در نظر گرفته شده است. به عنوان مثال، پاتریارک انطاکیه لقب ایگناتیوس؛ پاتریارک قدس، لقب گریگوری؛ پاتریارک موصل، لقب باسیلیوس و پاتریارک حلب، لقب دیونسیوس را دارا می‌باشند.
ریاست عالی این کلیسا بر عهده پاتریارک انطاکیه است که توسط "مجمع مقدس" انتخاب می‌گردد؛ مجمعی که متشکل از "مافریان" و تعدادی اسقف است.
در رتبه پس از پاتریارک، شخص دیگری قرار دارد که "مافریان کلیساهای شرق" نامیده می‌شود؛ منصبی روحانی که در هیچ کلیسای دیگر وجود ندارد و اختصاص به کلیسای یعقوبی دارد.
مافریان، اسقف الاساقف شمرده می‌شود و دارای تمامی اختیارات پاتریارک است و از همین رو وی می‌تواند اسقفها را منصوب کرده و یا خلع کند.
اسقفها در مرتبه بعدی قرار می‌گیرند. رسیدن به مقام اسقفی مشروط به تجرد است و سن لازم برای رسیدن به این مقام، 35 سالگی است.
کشیش در مرتبه پس از اسقف قرار دارد. اگر کسی پیشتر ازدواج کرده می‌تواند به مقام کشیشی برسد اما اگر همسرش فوت کرد حق ازدواج مجدد را ندارد و باید عزوبت پیشه کرده و به دیر برود. این گونه افراد می‌توانند به مقام اسقفی نیز منصوب شوند اما انتصاب به مقامات بالاتر برای آنها امکان ندارد.
از ویژگیهای این کلیسا آن است که مردم حق دارند، کشیش مورد نظر خود را از میان شماسها انتخاب کنند. اسقف، کسی را که توسط مردم انتخاب شده دستگذاری کرده و به کشیشی منصوب می‌کند.